# Лонгленг (округ)
Лонгленг (англ. Longleng) — округ в индийском штате Нагаленд. Образован в 2002 году из части территории округа Туенсанг. Административный центр — город Лонгленг. Площадь округа — 885 км². По данным всеиндийской переписи 2001 года население округа составляло 158 300 человек.